# Bernard Lazare
Bernard Lazare, pseudonimo di Lazare Marcus Manassé Bernard (Nîmes, 14 giugno 1865 – Parigi, 1º settembre 1903), è stato un giornalista, critico letterario e saggista francese.
Lazare studiò nella sua città natale e a Parigi, dove si stabilì, diventando critico e collaboratore di numerosi giornali, tra cui La Nation, L'Evénement, L'Echo de Paris, Le Journal, Figaro tra gli altri. Pur non avendo alcuna convinzione religiosa, si dichiarava ebreo ed era sempre pronto a difendere i suoi fratelli. Motivo per cui fu tra i primi a difendere Dreyfus dalle accuse di tradimento. Lazare si interessò profondamente alla questione ebraica, visitando la Russia e la Romania per osservare personalmente le condizioni prevalenti tra gli ebrei. Divenne un ardente sostenitore del movimento sionista e, partecipando al secondo congresso sionista del 1898, ma presto se ne dissociò.

## Biografia
Nacque a Nîmes, primo dei quattro figli di Jonas Bernard, commerciante d'abbigliamento, e di Douce Noémie Rouget, proveniente da un'importante famiglia di imprenditori tessili di Tolosa. La famiglia Bernard era ebrea, non molto religiosa, ma legata alle feste tradizionali. Lazare conseguì il diploma in scienze, ma la sua passione era la letteratura. Passione che condivideva col suo amico di Tolosa, il poeta Éphraïm Mikhaël; i due si facevano passare per cugini. Fu Éphraïm Mikhaël, più giovane di un anno, che lo incoraggiò a raggiungerlo a Parigi per conquistare il mondo della letteratura con lui. Vi arrivò nel 1886, l'anno della pubblicazione de La France juive di Édouard Drumont. Si iscrisse all'École pratique des hautes études, dove scelse le lezioni del padre Louis Duchesne, per il quale l'Istituto cattolico di Parigi aveva creato una cattedra di Storia della Chiesa. Il rigore di Lazare, il suo gusto dell’esattezza, la sua attitudine a rimettere in discussione fatti già stabiliti o presunti tali, furono indubbiamente rafforzati da Duchesne, la cui Storia della Chiesa antica fu messa all'indice dalla Chiesa, che rimproverava all'autore di aver scritto più da "storico" che da "teologo". Durante il corso dell’anno accademico 1887-1888, Lazare sostenne una tesi dedicata alla "Legislazione conciliare relativa agli ebrei".
Nel 1888 scrisse, con Éphraïm Mikhaël, La Fiancée de Corinthe, una leggenda drammatica in tre atti che firmò con lo pseudonimo Bernard Lazare. La morte per tubercolosi dell'amico, due anni dopo, segnò tragicamente la fine della sua giovinezza. Fu in questo periodo che si dedicò all'anarchia: un impegno attivo, che perseguirà anche attraverso il sostegno economico e giudiziario per i "compagni". La sua attività sarà dedicata a una serie di racconti, di scritti di critica letteraria, in particolare per l'Ermitage, e, nell'estate del 1895, di reportage, per l'Écho de Paris, sulla dolorosa rivolta operaia di Carmaux. Giornalista nell'anima, assistette nel 1896 al congresso socialista di Londra e denunciò «l'autoritario e geloso Karl Marx, infedele al proprio programma che deviò l'Internazionale dal suo obiettivo». Nella primavera del 1894, a pochi mesi dall'arresto del capitano Alfred Dreyfus, pubblicò un saggio accademico e critico sull'antisemitismo (L'Antisémitisme, son histoire et ses causes). Poiché si era segnalato per la sua combattività e per il suo coraggio, che lo portò persino a voler affrontare in duello Édouard Drumont, fu contattato da Mathieu Dreyfus per contribuire a far emergere l'innocenza del fratello Alfred. Il suo impegno per la causa fu totale.
Il primo testo fu la memoria L'Affaire Dreyfus – Une erreur judiciaire, stesa nell’estate del 1895 e, dopo ampia revisione, pubblicata in Belgio nel novembre dell’anno successivo. Basandosi sull'articolo de L'Éclair del 15 settembre 1896, Lazare smontò l'accusa punto per punto, rivelando l'illegalità del processo del 1894 e chiedendone la revisione. Non compare nel testo a stampa la parte più polemica dello scritto, imperniata sulla celebre anafora di "J'accuse!", che egli darà poco più di due anni dopo a Émile Zola il quale la farà passare alla posterità. 

A seguito dell'impegno nella lotta all'antisemitismo, da nazionalista francese Lazare si avvicinò al sionismo, senza però negare nulla dei suoi impegni anarchici. Fu così che nel marzo del 1896 scrisse a Theodor Herzl, chiedendo informazioni relative alla pubblicazione in Francia del suo libro Der Judenstaat (Lo stato ebraico).  Questo contatto diede avvio alla  breve fase sionista della sua vita, che lo vide impegnarsi attivamente in varie conferenze e incontri nel corso dei quali tentò di saldare assieme i vecchi ideali anarchico-socialisti ai nuovi obiettivi sionisti. La sua militanza sionista fu tuttavia di breve durata. All'inizio del 1899 Lazare si dimise infatti dal comitato d'azione sionista, di cui faceva parte, esprimendo così la sua contrarietà al progetto di fondare una banca coloniale, la Jewish Colonial Trust. Lazare scrisse così a Herzl, mettendolo al corrente delle sue dimissioni e il mese successivo pubblicò la lettera su Le Flambeau, un giornale sionista di breve durata che il suo caro amico Jacques Bahar dirigeva.
"Non posso più partecipare ai lavori di un Comitato di cui non posso approvare le tendenze, le procedure e le azioni. Non posso far parte di una sorta di governo autocratico, che pone come principio un esoterismo inaccettabile che nulla può giustificare ai miei occhi. Il Comitato d'Azione pretende di dirigere la massa ebraica come un bambino ignorante, senza interrogarsi sui suoi bisogni o sulle sue ispirazioni, senza tener conto del suo stato economico, intellettuale e morale. Si tratta di una concezione radicalmente opposta a tutte le mie opinioni politiche e sociali, di cui non posso accettare la responsabilità" (Lettera a Theodor Herzl, 24 marzo 1899)
Dopo la rottura con il movimento sionista, Lazare continuerà la sua battaglia altrove,  appoggiando movimenti di liberazione sociale promossi dagli ebrei nei vari paesi della diaspora. Sarà al fianco degli ebrei rumeni di cui denuncia la terribile sorte su L'Aurore in luglio e agosto del 1900. Questi articoli verranno poi rimaneggiati e usciranno in un agile pamphlet dal titolo Les juifs en Roumanie nel febbraio del 1902. Lazare visiterà infine anche la Russia zarista, dove constaterà le precarie condizioni di vita degli ebrei orientali. Purtroppo non avrà il tempo di pubblicare nulla in proposito, perché già colpito dalla malattia.
Allo stesso modo, Lazare si impegnerà a favore degli armeni perseguitati dai turchi, collaborando con la giovane rivista francese Pro Armenia, fondata nel 1900 allo scopo di sensibilizzare l'Europa sulla difficile situazione degli armeni nell'Impero ottomano. Nel 1902, consultato da Charles Péguy, diede ai Cahiers de la Quinzaine una professione di fede che, partendo da quella che era la morale del dreyfusismo, difese la democrazia, la libertà di pensiero e di credo: «i clericali ci hanno infastidito per anni, non si tratta ora di infastidire i cattolici». Successivamente, Péguy dedicherà a Bernard Lazare delle pagine particolarmente ferventi nel Notre Jeunesse (1910), lodando in lui «delle parti di santità»: "aveva una dolcezza, una bontà, una tenerezza mistica, un'uguaglianza d'umore, un'esperienza di amarezza e ingratitudine [...] visse e morì come un martire. Fu un profeta. Quindi era giusto seppellirlo presto nel silenzio e nell'oblio."
Questo oblio, secondo Péguy fu 'concordato': «Nel 1903, in riposo a Grasse, malato, stanco dagli incessanti combattimenti che aveva condotto, fu molto seccato dalla pubblicazione di un caso clinico di Dreyfus firmato dal dottor Oyon e prefato da Anatole France. Lazare era stato semplicemente dimenticato dal suo compagno di lotta. Nulla di ciò che aveva fatto, nulla di ciò che aveva scritto, per primo, in un momento in cui era praticamente l'unico a difendere Dreyfus, era menzionato. Quando morì, il 1º settembre 1903, a 38 anni, dopo essere stato operato di un cancro dell'apparato digerente all'ultimo stadio, lasciò un manoscritto inedito, Le Fumier de Job, e autorizzò la riedizione de L'Antisémitisme, son histoire et ses causes, a condizione che recasse l'avvertimento: «Su molti punti la mia opinione è cambiata». 
Nel 1954 è stato fondato a Parigi il Cercle Bernard Lazare, tutt'oggi attivo, il cui scopo è quello di offrire un luogo di incontro per attivisti e simpatizzanti della sinistra ebraica che intendano rimanere fedeli e solidali agli ideali dei fondatori dello Stato di Israele. Sempre a Parigi, infine, nel terzo arrondissement, all'angolo tra Rue de Turbigo e Rue Borda, il sindaco Bertrand Delanoë ha inaugurato la Place Bernard-Lazare il 15 giugno 2005.

## Opere
- (FR) Le miroir des légendes, Parigi, A. Lemerre, 1892.
- (FR) L'Antisémitisme, son histoire et ses causes, Parigi, Léon Chailley, 1894.
- (FR) Lettres prolétariennes, Arcis-sur-Aube, Frémont, 1895.
- (FR) Figures contemporaines : ceux d'aujourd'hui, ceux de demain, Parigi, Perrin.
- (FR) Contre l'antisémitisme. Histoire d'une polémique, Parigi, Stock, 1896.
- (FR) Une erreur judiciaire. La vérité sur l'affaire Dreyfus, Brux, Monnom, 1896.
- (FR) Antisémitisme et Révolution, Parigi, Stock, 1898.
- (FR) Les porteurs de torches, Parigi, A. Colin, 1987.
- (FR) Le nationalisme juif, Parigi, Kadimah, 1898.
- (FR) Le fumier de Job. Fragments inédits précédés du portrait de B. Lazare par Charles Péguy, collana Judaïsme, Parigi, Rieder, 1928 (1929).
- (FR) Juifs et antisémites ; édition établie par Philippe Oriol, 1ª ed., Parigi, Allia, 1992.
- (FR) Bernard Lazare, anarchiste et nationaliste juif ; textes réunis par Philippe Oriol, Parigi, Champion, 1999.
- (FR) La Question juive (Juifs et antisémites ; édition établie par Philippe Oriol), 2ª ed., Parigi, Allia, 2012.